# Landkreis Haldensleben

Wappen des
Kreises Haldensleben

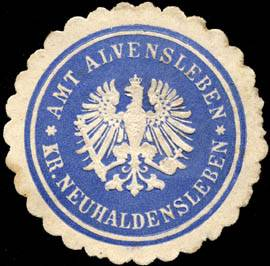
Siegelmarke Amt Alvensleben – Kreis Neuhaldensleben

Der Landkreis Haldensleben, bis 1938 Kreis Neuhaldensleben, war ein Landkreis in der preußischen Provinz Sachsen, später im Land Sachsen-Anhalt der Sowjetischen Besatzungszone und der DDR. Er bestand zwischen 1816 und 1952.

## Verwaltungsgeschichte
Aufgrund des Westfälischen Friedens von 1648 kam das nunmehrige Herzogtum Magdeburg 1680 an Brandenburg-Preußen. 1716 wurde dann bei einer Verwaltungsneuordnung der weiter bestehende Holzkreis in drei Distrikte untergliedert, wobei die Städte und Gemeinden des späteren Kreisgebietes Neuhaldensleben den „3. Distrikt“ bildeten. Aufgrund des verlorenen Krieges 1806/07 gegen das napoleonische Frankreich musste Preußen im Tilsiter Frieden alle westlich der Elbe liegenden Territorien abtreten, die von Napoleon dem neugebildeten Königreich Westphalen zugewiesen wurden. Dabei kam das Kreisgebiet zum Distrikt Neuhaldensleben des Departements der Elbe.
Im Rahmen der Kreisgliederung in Preußen nach dem Wiener Kongress wurde zum 1. Juli 1816 der Kreis Neuhaldensleben im Regierungsbezirk Magdeburg der Provinz Sachsen eingerichtet. Das Landratsamt war in der Stadt Neuhaldensleben.
Zum 30. September 1928 fand in Preußen eine Gebietsreform statt, bei der nahezu alle Gutsbezirke aufgelöst und benachbarten Landgemeinden zugeteilt wurden. Dabei wurde im Landkreis Neuhaldensleben der Gutsbezirk Gehringsdorf aus dem Kreis Wanzleben in die Gemeinde Wormsdorf des Kreises Neuhaldensleben eingegliedert.
Seit dem Zusammenschluss von Althaldensleben und Neuhaldensleben zur Stadt Haldensleben am 4. April 1938 führte der Kreis den Namen Kreis Haldensleben. Zum 1. April 1941 wurde der neue Heeresgutsbezirk Hillersleben gebildet. Nach Auflösung der Provinz Sachsen zum 1. Juli 1944 gehörte der Kreis zur neuen Provinz Magdeburg. Im April 1945 wurde das Kreisgebiet durch Truppen der US-Armee besetzt.

### Sowjetische Besatzungszone / Deutsche Demokratische Republik
Im Rahmen der Grenzziehung der Besatzungszonen nach dem Zweiten Weltkrieg wechselte im Sommer 1945 die Gemeinde Preußisch Offleben aus dem nunmehr Landkreis Haldensleben genannten Kreis in den Landkreis Helmstedt in der Britischen Besatzungszone und wurde mit der dortigen Gemeinde Offleben zusammengeschlossen. Am 1. Juli 1950 kam es in der DDR zu einer ersten Verwaltungsreform:
- Die Gemeinden Ausleben, Barneberg, Hötensleben, Ohrsleben und Wackersleben wechselten aus dem Landkreis Haldensleben in den Landkreis Oschersleben (Bode).
- Aus dem Landkreis Gardelegen wechselten die Gemeinden Behnsdorf, Belsdorf, Berenbrock, Born, Böddensell, Calvörde, Dorst, Döhren, Eickendorf, Eschenrode, Everingen, Flechtingen, Weferlingen, Hasselburg, Hödingen, Klinze, Ribbensdorf, Seggerde, Uthmöden, Walbeck und Wieglitz in den Landkreis Haldensleben.

Im Zuge der großen Verwaltungsreform vom 25. Juli 1952 kam es zu weiteren Gebietsänderungen:
- Die Gemeinden Eilsleben, Ovelgünne, Ummendorf, Wefensleben und Wormsdorf wechselten aus dem Landkreis Haldensleben in den Kreis Wanzleben.
- Die Gemeinden Harbke, Marienborn, Sommersdorf und Völpke wechselten aus dem Landkreis Haldensleben in den Kreis Oschersleben.
- Alle übrigen Gemeinden des Landkreises Haldensleben bildeten zusammen mit den Gemeinden Bösdorf, Klüden, Etingen, Gehrendorf, Kathendorf, Lockstedt, Mannhausen, Velsdorf und Wegenstedt des Landkreises Gardelegen den Kreis Haldensleben, der dem neuen Bezirk Magdeburg zugeordnet wurde.

Die Kfz-Kennzeichen waren ab 1953 bis 1990 H oder M.

### Bundesrepublik Deutschland
1994 ging der Landkreis im Ohrekreis auf, der wiederum 2007 im Landkreis Börde aufging.

## Einwohnerentwicklung
| Jahr | Einwohner | Quelle |
| ---- | --------- | ------ |
| 1816 | 31.293    | [ 3 ]  |
| 1843 | 39.836    | [ 4 ]  |
| 1871 | 50.008    | [ 5 ]  |
| 1890 | 60.957    | [ 6 ]  |
| 1900 | 65.551    | [ 6 ]  |
| 1910 | 68.087    | [ 6 ]  |
| 1925 | 68.006    | [ 6 ]  |
| 1933 | 67.180    | [ 6 ]  |
| 1939 | 67.573    | [ 6 ]  |
| 1946 | 93.595    | [ 7 ]  |

## Kommunalverfassung bis 1945
Der Kreis Neuhaldensleben bzw. Haldensleben gliederte sich in eine Stadt, in Landgemeinden und – bis zu deren nahezu vollständigen Auflösung im Jahre 1928 – in Gutsbezirke. Mit Einführung des preußischen Gemeindeverfassungsgesetzes vom 15. Dezember 1933 sowie der Deutschen Gemeindeordnung vom 30. Januar 1935 wurde zum 1. April 1935 das Führerprinzip auf Gemeindeebene durchgesetzt. Eine neue Kreisverfassung wurde nicht mehr geschaffen; es galt weiterhin die Kreisordnung für die Provinzen Ost- und Westpreußen, Brandenburg, Pommern, Schlesien und Sachsen vom 19. März 1881.

## Landräte
- 1816–1826 Leopold von der Schulenburg
- 1827– Otto August von Veltheim
- 1848 Bechtold von Ehrenschwerdt (stellv.)
- 1851–1855 Bernhard von der Schulenburg-Altenhausen
- 1855–1863 Heinrich von Nathusius
- 1863–1900 Friedrich Joachim von Alvensleben
- 1900–1913 Hans von Krosigk
- 1913–1919 Hans Ludolf von Kotze
- 1923–1927 Louis Hähnsen (SPD)

## Städte und Gemeinden

### Stand 1945
Der Kreis Haldensleben umfasste 1945 die Stadt Haldensleben, 54 weitere Gemeinden und zwei gemeindefreie Gutsbezirke.
| - Ackendorf - Alleringersleben - Altenhausen - Alvensleben - Ausleben - Badeleben - Barneberg - Bartensleben - Beendorf - Belsdorf - Bodendorf - Bornstedt - Bregenstedt - Bülstringen | - Dönstedt - Eilsleben - Eimersleben - Emden - Erxleben - Groppendorf - Groß Santersleben - Hakenstedt - Haldensleben, Stadt - Harbke - Hillersleben - Hörsingen - Hötensleben - Hundisburg | - Ivenrode - Marienborn - Morsleben - Neuenhofe - Nordgermersleben - Ohrsleben - Ostingersleben - Ovelgünne - Preußisch Offleben - Rottmersleben - Satuelle - Schackensleben - Schwanefeld - Siegersleben | - Sommerschenburg - Sommersdorf - Süplingen - Tundersleben - Uhrsleben - Ummendorf - Vahldorf - Völpke - Wackersleben - Warsleben - Wedringen - Wefensleben - Wormsdorf |

Im Kreis lagen außerdem der Heeresgutsbezirk Hillersleben und der Forstgutsbezirk Letzlinger Heide.

### Vor 1945 aufgelöste Gemeinden
- Althaldensleben und Neuhaldensleben, 1938 zur Stadt Haldensleben zusammengeschlossen
- Dorf Alvensleben und Markt Alvensleben, 1928 zur Gemeinde Alvensleben zusammengeschlossen
- Groß Rottmersleben, 1928 zu Rottmersleben
- Klein Bartensleben, 1928 zu Bartensleben
- Klein Santersleben, 1929 zu Schackensleben
- Wulfersdorf, 1936 zu Harbke